# Cena Bóži Modrého
Cena Bóži Modrého bylo ocenění pro nejlepšího hokejistu české hokejové extraligy podle hlasování samotných hráčů. Toto ocenění, pojmenované po brankáři Bóžovi (Bohumilu) Modrém, udělovala Asociace hráčů ledního hokeje a trofej byla udělována od sezóny 2000/01 do sezóny 2005/06.

## Držitelé
| Sezóna    | Hráč          | Tým                 |
| --------- | ------------- | ------------------- |
| 2000/2001 | Jiří Dopita   | HC Slovnaft Vsetín  |
| 2001/2002 | Petr Čajánek  | HC Continental Zlín |
| 2002/2003 | Richard Král  | HC Oceláři Třinec   |
| 2003/2004 | Josef Beránek | HC Slavia Praha     |
| 2004/2005 | Tomáš Kaberle | HC Rabat Kladno     |
| 2005/2006 | Ľubomír Vaic  | Bílí Tygři Liberec  |